# Livarot-Pays-d'Auge
Livarot-Pays-d'Auge is een gemeente in het Franse departement Calvados in de regio Normandië. De gemeente is op 1 januari 2016 ontstaan door de fusie van 22 gemeenten: Auquainville, Les Autels-Saint-Bazile, Bellou, Cerqueux, Cheffreville-Tonnencourt, La Croupte, Familly, Fervaques, Heurtevent, Livarot, Le Mesnil-Bacley, Le Mesnil-Durand, Le Mesnil-Germain, Meulles, Les Moutiers-Hubert, Notre-Dame-de-Courson, Préaux-Saint-Sébastien, Sainte-Marguerite-des-Loges, Saint-Martin-du-Mesnil-Oury, Saint-Michel-de-Livet, Saint-Ouen-le-Houx en Tortisambert. De gemeente telde 6.183 inwoners op 1 januari 2022.

## Geografie
De oppervlakte van Livarot-Pays-d'Auge bedroeg op 1 januari 2022 180,83 vierkante kilometer; de bevolkingsdichtheid was toen 34,2 inwoners per km².
De onderstaande kaart toont de ligging van Livarot-Pays-d'Auge met de belangrijkste infrastructuur en aangrenzende gemeenten.

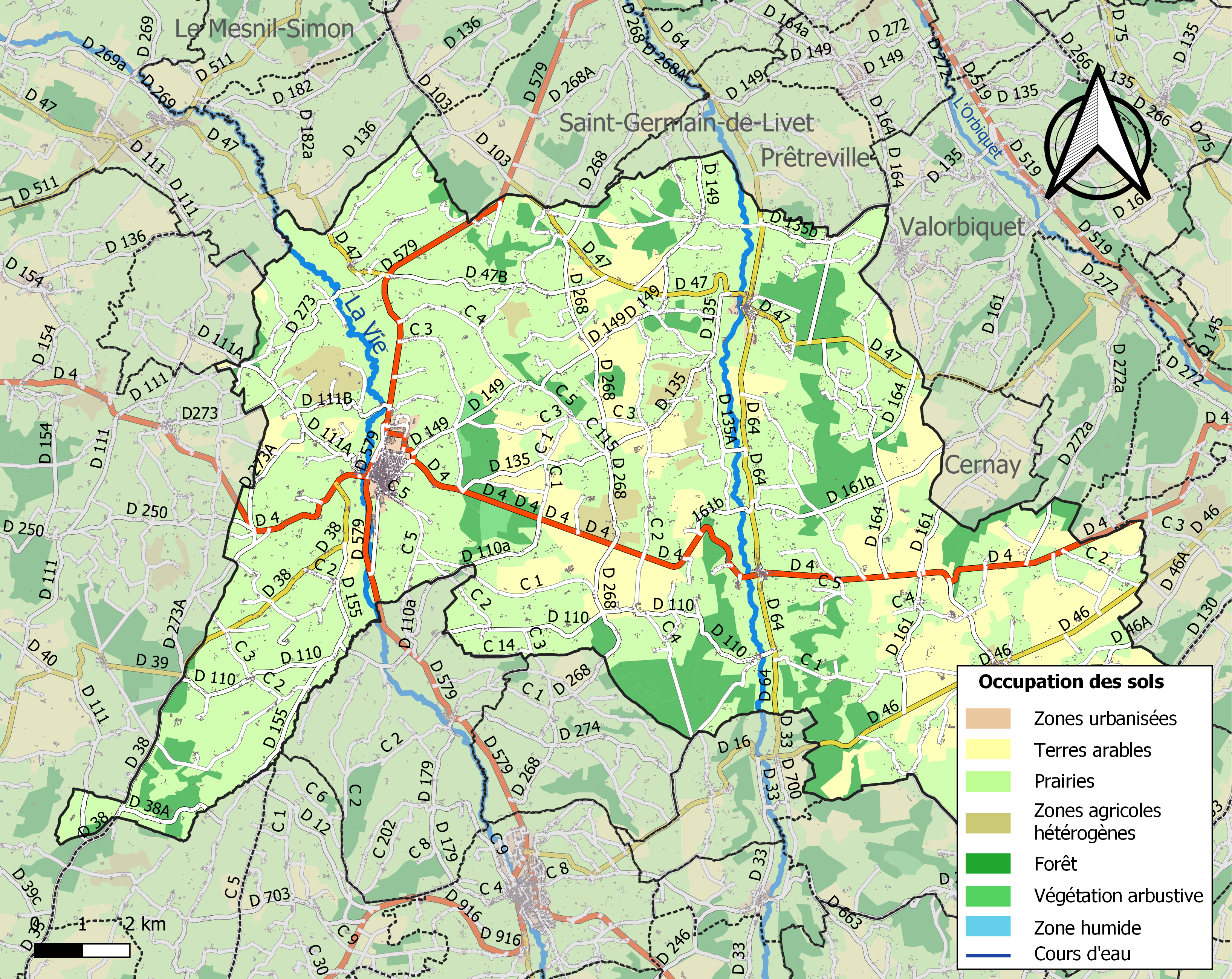